# André Morel
André Paul Victor Morel, född 3 augusti 1884 i Troyes, avliden 5 oktober 1961 i Vaulx-en-Velin var en fransk racerförare.
Morel var en av grundarna till sportbilsbiltillverkaren Amilcar.